# Aposentos de Orlamünde

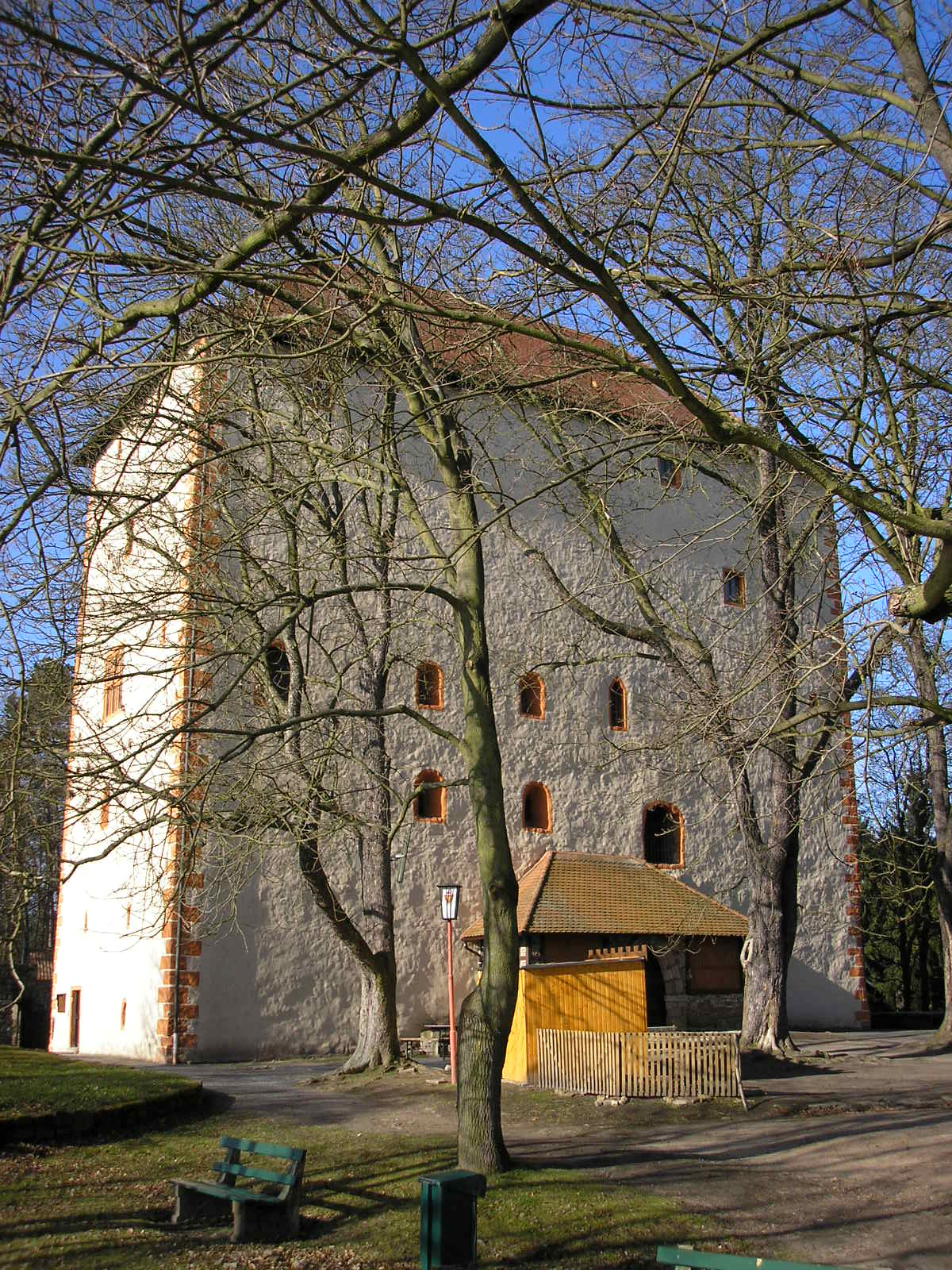
Aposentos de Orlamünde

Los aposentos de Orlamünde (en alemán Kemenate) son un remanente del antiguo castillo de Orlamünde, construido entre los siglos XI y XII. Está situado en la región de Turingia, entre las ciudades de Jena y Rudolstadt. El castillo de Orlamünde es el único en Turingia que aparece en el Mapamundi de Ebstorf del año 1300.